# Giải bóng đá hạng ba quốc gia Cộng hòa Síp 1986–87
Giải bóng đá hạng ba quốc gia Cộng hòa Síp 1986–87 là mùa giải thứ 16 của giải bóng đá hạng ba Cộng hòa Síp. Elpida Xylofagou giành danh hiệu đầu tiên.

## Thể thức thi đấu
Có 14 đội bóng tham gia Giải bóng đá hạng ba quốc gia Cộng hòa Síp 1986–87. Tất cả các đội thi đấu với nhau hai lần, một ở sân nhà và một ở sân khách. Đội bóng nhiều điểm nhất vào cuối mùa giải sẽ là đội vô địch. Hai đội đầu bảng sẽ lên chơi ở Giải bóng đá hạng nhì quốc gia Cộng hòa Síp 1987–88. Ba đội cuối bảng xuống chơi tại Giải bóng đá hạng tư quốc gia Cộng hòa Síp 1987–88.

### Hệ thống điểm
Các đội bóng nhận được 2 điểm cho một trận thắng, 1 điểm cho một trận hòa và 0 điểm cho một trận thua.

## Bảng xếp hạng
| Vị thứ | Đội bóng                   | St. | T. | H. | B. | BT. | BB. | BT. | Đ  | Ghi chú                                                                 |
| ------ | -------------------------- | --- | -- | -- | -- | --- | --- | --- | -- | ----------------------------------------------------------------------- |
| 1      | Elpida Xylofagou           | 26  | 16 | 5  | 5  | 39  | 20  | 19  | 37 | Vô địch-Thăng hạng Giải bóng đá hạng nhì quốc gia Cộng hòa Síp 1987–88. |
| 2      | Ethnikos Defteras          | 26  | 14 | 8  | 4  | 38  | 16  | 22  | 36 | Thăng hạng Giải bóng đá hạng nhì quốc gia Cộng hòa Síp 1987–88.         |
| 3      | Ethnikos Assia FC          | 26  | 13 | 9  | 4  | 33  | 18  | 15  | 35 |                                                                         |
| 4      | Digenis Akritas Morphou FC | 26  | 11 | 7  | 8  | 24  | 21  | 3   | 29 |                                                                         |
| 5      | Neos Aionas Trikomou       | 26  | 9  | 9  | 8  | 27  | 20  | 7   | 27 |                                                                         |
| 6      | AEK Katholiki              | 26  | 8  | 11 | 7  | 29  | 27  | 2   | 27 |                                                                         |
| 7      | AEM Morphou                | 26  | 8  | 10 | 8  | 20  | 18  | 2   | 26 |                                                                         |
| 8      | OXEN Peristeronas          | 26  | 6  | 12 | 8  | 22  | 25  | −3  | 24 |                                                                         |
| 9      | ASO Ormideia               | 26  | 8  | 8  | 10 | 29  | 36  | −7  | 24 |                                                                         |
| 10     | Chalkanoras Idaliou        | 26  | 10 | 3  | 13 | 32  | 29  | 3   | 23 |                                                                         |
| 11     | Kentro Neotitas Maroniton  | 26  | 7  | 7  | 12 | 40  | 44  | −4  | 21 |                                                                         |
| 12     | APEY Ypsona                | 26  | 5  | 10 | 11 | 21  | 38  | −17 | 20 | Xuống hạng Giải bóng đá hạng tư quốc gia Cộng hòa Síp 1987–88.          |
| 13     | Dynamo Pervolion           | 26  | 6  | 6  | 14 | 17  | 36  | −19 | 18 | Xuống hạng Giải bóng đá hạng tư quốc gia Cộng hòa Síp 1987–88.          |
| 14     | AEK Kythreas               | 26  | 6  | 5  | 15 | 17  | 40  | −23 | 17 | Xuống hạng Giải bóng đá hạng tư quốc gia Cộng hòa Síp 1987–88.          |

Hệ thống điểm: Thắng=2 điểm, Hòa=1 điểm, Thua=0 điểm
Luật xếp hạng: 1) Điểm, 2) Hiệu số, 3) Bàn thắng